# 北海道道796号西端春立線
北海道道796号西端春立線（ほっかいどうどう796ごう にしはたはるたちせん）は、北海道日高郡新ひだか町を結ぶ一般道道である。

## 概要

### 路線データ
- 起点：北海道日高郡新ひだか町三石西端
- 終点：北海道日高郡新ひだか町静内春立（国道235号交点）
- 総距離：8.9 km

## 歴史
- 1973年（昭和48年）3月31日 - 路線認定[1]。

## 地理

### 通過する自治体
- 日高振興局
  - 日高郡新ひだか町

### 主な接続道路
- 北海道道1025号静内浦河線 - 三石西端
- 国道235号 - 静内春立（終点）

### 沿線にある施設など
新ひだか町
- ナチュラルリゾート・ハイジア - 静内東別